# Parathalassius capensis
Parathalassius capensis är en tvåvingeart som beskrevs av Smith 1972. Parathalassius capensis ingår i släktet Parathalassius och familjen styltflugor. Inga underarter finns listade i Catalogue of Life.